# Prvenstvo Jugoslavije u košarci za žene 1952.
Prvenstvo Jugoslavije u košarci za žene za sezonu 1952. sedmi je put zaredom osvojla Crvena zvezda iz Beograda.

## Savezno prvenstvo
Igrano u Beogradu.
| mj | klub                    | ut | pob | por | koš+ | koš- | bod |
| -- | ----------------------- | -- | --- | --- | ---- | ---- | --- |
| 1. | Crvena zvezda (Beograd) | 3  | 3   | 0   | 108  | 65   | 6   |
| 2. | Lokomotiva (Zagreb)     | 3  | 2   | 1   | 114  | 95   | 4   |
| 3. | Proleter (Zrenjanin)    | 3  | 1   | 2   | 85   | 106  | 2   |
| 4. | Split (Split)           | 3  | 0   | 3   | 73   | 114  | 0   |